# Anandavardhana
Anandavardhana (820 – 890) è stato un filosofo indiano.
Vissuto nel Kashmir, è autore di un celebre trattato di poetica, La luce della risonanza (in sanscrito Dhvanyāloka), che accoglie e rinnova una tradizione secolare di riflessioni sull'argomento. Anandavardhana individua la specificità del linguaggio poetico appunto nel dhvani (traducibile come "risonanza, suggestione, manifestazione"): esso sprigiona significati che valicano, senza escluderli, sia quelli convenzionali sia quelli metaforici. Grazie al dhvani, la poesia ha così la facoltà di indurre nell'ascoltatore il rasa, cioè l'esperienza estetica.
Caposaldo nella costruzione della poetica, e più in generale dell'estetica, indiane, l'opera di Anandavardhana vanta una lunga serie di continuatori, tra i quali emerge Abhinavagupta. 